# Jaime Tagle
José Jaime del Corazón de Jesús Tagle Cerda (Santiago, 27 de enero de 1920 - San Fernando, 25 de febrero de 2019) fue un político chileno, que fue alcalde y regidor por San Fernando.

## Primeros años de vida
Hijo del ex intendente de Colchagua José Tagle Ruiz y Blanca Cerda, estudió en Colegio San Ignacio en Santiago y en el Instituto Marista de San Fernando.
Contrajo matrimonio en 1944 con Georgina Joaquina Arduengo Garcia. Tuvo 5 hijos.

## Vida pública
En lo político, fue regidor por el período 1950-1953 por el partido Conservador, nuevamente elegido 1953-1956 ahora apoyado por la falange, sería alcalde entre el año 1957 y 1960, entre sus obras figuran la creación del Mercado Municipal y parte del Estadio Municipal.
Fue nombrado Ciudadano Ilustre de San Fernando en el año 2009.

## Fallecimiento
Los funerales del exalcalde sanfernandino se realizaron el día miércoles a las 10 de la mañana, luego de una misa que se oficiaría en la Parroquia San Agustín, para luego sus restos descansar en el cementerio Parque San Fernando. La municipalidad de San Fernando decretó tres días de duelo comunal ante su muerte.